# Medveďov
Medveďov (in ungherese Medve) è un comune della Slovacchia facente parte del distretto di Dunajská Streda, nella regione di Trnava.